# Statuto
Statuto es un grupo musical de ska la escena mod italiana. Nace en el año 1983 en la ciudad piamontesa de Turín. El nombre del grupo proviene de la plaza donde los mods de esa ciudad italiana solían reunirse.

## Miembros del grupo

### Actuales
- oSKAr (Oscar Giammarinaro), voz.
- Naska (Giovanni Deidda), batería.
- Mr.No (Valerio Giambelli), guitarra.
- Gios , bajo.

### Antiguos miembros
- Alex Loggia - Bumba: guitarra.
- Davide Rossi - Junior.
- Antonio Abate: bajo.
- Mauro Ciancone: bajo,
- Rudy Ruzza: bajo.
- Donald Furlano: trompeta.
- Gianfranco Marchesi: trombón.
- Renato Ciamo: saxofón.
- Claudio Chiara: saxofón.

## Discografía

### Cintas promocionales (autoproducción)
- Torino Beat (1984)
- Torino Beat (1984 para Inglaterra)
- Nella città (1985)

### Singles
- 1986: Io Dio (DTK Rec.)
- 1987: Ghetto/Non sperarci (Delta Tav, DTK 002)
- 1990: Ci sei tu/Tu non sai (Face Records, 45005)
- 1991: Qui non c'è il mare (EMI Italiana)
- 1992: Abbiamo vinto il Festival di Sanremo (EMI Italiana)
- 1992: Piera (EMI Italiana)
- 1992: Piera remix (EMI Italiana)
- 1993: Saluti dal mare (EMI Italiana)
- 1998: Un posto al sole (Epic - Sony Music)
- 1999: Non cambiare mai (Epic - Sony Music)
- 2002: Giulia (Sony Music)

### Álbumes
- 1988: Vacanze (Toast Records, TDLP 858)
- 1989: Senza di lei (Toast Records)
- 1992: Zighidà (EMI)
- 1993: È tornato Garibaldi (EMI)
- 1996: Canzonissime (Sony Music)
- 1997: Tempi moderni  (Epic/Sony Music)
- 1999: Riskatto  (Sony Music)
- 2002: Il migliore dei mondi possibili  (Sony Music)
- 2005: Sempre (Venus Dischi)
- 2006: Le strade di Torino (Venus Dischi)
- 2006: Toro (Venus Dischi)
- 2007: Come un pugno chiuso (Venus Dischi)
- 2010: È già domenica
- 2011: Undici
- 2013: Un giorno di festa

### Recopilaciones
- 2003: I campioni siamo noi  (Sony Music)
- 2008: Elegantemente rudi (Venus Dischi)

### Colaboraciones con otros grupos
- Modstock - Saarbrucken '94 (Detour Ree. 1995) Le voci del padrone (EMI 1995)
- MODS: 15 anni di Modemismo attivo! (Face Ree. 1996)
- Territorio Match Music Compilation (EMI 1996)
- Un disco per l'estate '97 (Universal Music 1997)
- Mondo Beat (Face Records 1998) Rumore di fondo ( Decibel Records 2001)
- Italian Ska I